# Zenón Díaz
Zenón Díaz (ur. 31 grudnia 1880 w San Marcos – zm. 5 września 1948) – argentyński piłkarz, grający podczas kariery na pozycji obrońcy.

## Kariera klubowa
Zenón Díaz całą karierę spędził w klubie Rosario Central, w którym występował w latach 1903-1919. Z Rosario sześciokrotnie wygrał lokalną Liga Rosarina de Fútbol w 1908, 1914, 1915, 1916, 1917, 1919.

## Kariera reprezentacyjna
W reprezentacji Argentyny Díaz występował w latach 1906-1916. W reprezentacji zadebiutował 15 sierpnia 1906 w wygranym 2-0 meczu z Urugwajem, którego stawką była Copa Lipton.
W 1916 wystąpił w pierwszych oficjalnych Mistrzostwach Ameryki Południowej. Na turnieju w Buenos Aires wystąpił tylko w meczu z Urugwajem. Ostatni raz w reprezentacji Díaz wystąpił 29 października 1916 w przegranym 1-3 towarzyskim meczu z Urugwajem. Ogółem w barwach albicelestes wystąpił w 6 meczach (w 4 był kapitanem).
| Mecze i gole w reprezentacji | Mecze i gole w reprezentacji | Mecze i gole w reprezentacji | Mecze i gole w reprezentacji | Mecze i gole w reprezentacji | Mecze i gole w reprezentacji | Mecze i gole w reprezentacji |
| #                            | Data                         | Miasto                       | Przeciwnik                   | Gol                          | Wynik                        | Rozgrywki                    |
| ---------------------------- | ---------------------------- | ---------------------------- | ---------------------------- | ---------------------------- | ---------------------------- | ---------------------------- |
| 1.                           | 15.08.1906                   | Montevideo                   | Urugwaj                      |                              | 2:0                          | Copa Lipton                  |
| 2.                           | 31.08.1913                   | Buenos Aires                 | Urugwaj                      |                              | 2:0                          | Gran Premio                  |
| 3.                           | 17.07.1916                   | Buenos Aires                 | Urugwaj                      |                              | 0:0                          | Copa América                 |
| 4.                           | 15.08.1916                   | Montevideo                   | Urugwaj                      |                              | 2:1                          | Copa Lipton                  |
| 5.                           | 01.10.1916                   | Montevideo                   | Urugwaj                      |                              | 1:0                          | Gran Premio                  |
| 6.                           | 29.10.1916                   | Montevideo                   | Urugwaj                      |                              | 1:3                          | towarzyski                   |